# ラッキアレッラ
ラッキアレッラ（伊: Lacchiarella）は、イタリア共和国ロンバルディア州ミラノ県にある、人口約9,000人の基礎自治体（コムーネ）。

## 地理

### 位置・広がり

#### 隣接コムーネ
隣接するコムーネは以下の通り。括弧内のPVはパヴィーア県所属を示す。
- バジーリオ
- ビナスコ
- ボルナスコ (PV)
- カザリーレ
- ジュッサーゴ (PV)
- ピエーヴェ・エマヌエーレ
- シツィアーノ (PV)
- ヴィディグルフォ (PV)
- ジービド・サン・ジャコモ

### 地震分類
イタリアの地震リスク階級 (it) では、3 に分類される
。

## 行政

### 分離集落
ラッキアレッラには、以下の分離集落（フラツィオーネ）がある。
- Casirate Olona, Mettone, Villamaggiore